# Bruch der Mill-River-Talsperre
Die Mill-River-Talsperre (Mill River Dam, Williamsburg Dam) war eine Talsperre in den "Williamsburg Hills" bei Williamsburg in Massachusetts, USA. Sie versagte am 16. Mai 1874 und richtete erhebliche Schäden an.
Die Mill-River-Talsperre staute den Fluss Mill River (Mill Creek), einen Zufluss des Connecticut River. In dem darunter gelegenen industrialisierten Tal gab es viele Mühlen und Fabriken. Der 1865 gebaute Staudamm war ein Steinschüttdamm mit einem inneren Kern aus Mauerwerk. Er war 13,1 m hoch und neun Jahre alt; der Stausee enthielt 379.000 m³ Wasser, als er brach. Der Wasserspiegel stand zum Zeitpunkt des Dammbruchs etwa 1,2 m unter der Dammkrone.
Die Ursache des Dammbruchs war Sickerwasser, das Material aus dem Damm ausspülte („Piping“), die Böschung zum Rutschen brachte und schließlich die Kernwand zusammenbrechen ließ. Die Uhrzeit wird mit 7:20 Uhr (EST) angegeben.
Der Staumeister George Cheney konnte den Dammbruch beobachten und auf einem Pferd reitend die Unterlieger warnen. Die vier Kilometer bis zum ersten Ort legte er in 15 Minuten zurück, womit er der Flutwelle 10 Minuten voraus war. Alle Schäden erstreckten sich auf das Gebiet mit einer Länge von 11 Kilometern unterhalb des Dammes. Vier Orte zwischen Williamsburg und Northampton wurden mit ihren Fabriken zerstört oder waren betroffen: Haydenville, Leeds, Skinnerville und Florence. Die Gesamtzahl der Toten wird in den verschiedenen Quellen mit 138, 143, 144 oder 200 angegeben. 750 Menschen wurden obdachlos,  und der Sachschaden betrug mehr als 1 Million US-Dollar. Unter den Opfern waren 43 Kinder unter zehn Jahren.
Es war das früheste aufgezeichnete Talsperren-Versagen in den USA.